# 说一切有部

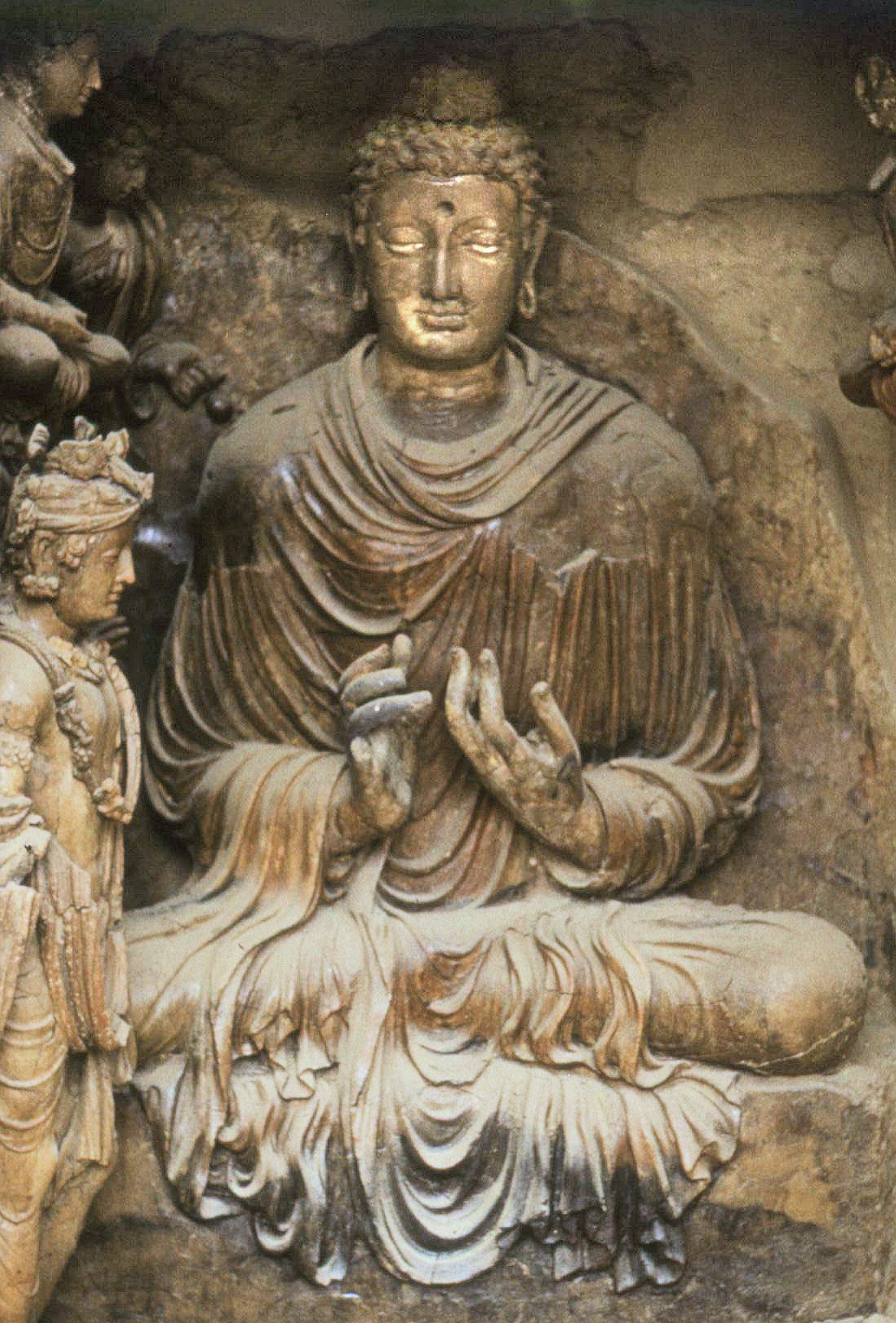
绍托尔佛寺中说一切有部的坐立佛陀像，成于公元2世纪

说一切有部（梵語天城文：सर्वास्तिवाद，IAST：sarvāsti-vāda，音譯為萨婆多部），简称为有部或一切有部，是部派佛教中先上座部分出的一部。

## 名稱音義
梵文Sarvāstivāda，分為三個部份：sarva（一切），asti（有）與vada（說），說一切有部這個名稱，最早可考見於呾叉始羅考古發現的古代銘文中，年代約在西元前一世紀，顯示這個部派的名稱在此之前就已經形成。根據《異部宗輪論》，在釋迦牟尼佛佛滅第三百年初，即二百餘年後，上座部分裂，根本上座部轉名雪山部，此時就出现了薩婆多尊者開創的說一切有部。學術界目前無法確認，說一切有部這個名稱最早在何時開始使用。
在貴霜王朝時，說一切有部中的迦濕彌羅僧團造《大毘婆沙論》，認為自己的理論為最正統的學說，在《大毘婆沙論》自稱應理論者或應理論宗，批評其他宗派，如譬喻師與分別說部等。在《阿毗達磨俱舍論》（簡稱俱舍論）等著作中稱之為毘婆沙師或毘婆沙宗。

## 根本宗義
在論書中後世學者試圖歸結出說一切有部學說的最根本宗義。

### 十二處有
《雜阿含經》中，一切（Sarvā）指的是十二處。《俱舍論》引用此段來說明，一切就是十二處，十二處就是一切，因此一切有（Sarvāsti）是指，一切法中唯有十二處是存有的，餘法為假名有。說十二處有，這仍屬於除一說部、說出世部和說假部外的佛教部派共同的傳承。

### 三世實有
說一切有部，最主要的獨特教義就是認為三世實有，與認為現在實有、過去未來無的分別說部，形成上座部的兩大派系。印順法師認為，在分別說部從上座部分化出來後，原先上座部成員，可能就開始使用「說一切有」來自稱。但一直到《發智論》時代，說一切有部這個名稱才開始被發揚。

### 法體實有
《順正理論》主張，除了三世實有外，三無為法也是實有，不認同這個主張的皆非一切有部。
《異部宗輪論》認為，此派立“有为无为一切诸法之體实有”为宗，故称为说一切有部，且一一说明其因由，又名说因部。

## 歷史

### 印度本土

#### 初始階段
說一切有部僧團，以釋迦佛的大弟子阿難為傳承的起源，在摩偷羅國發展，七百集結前的西方比丘為其前身。在第二次結集之後根本上座部分化為以阿槃提國為中心，尊優婆離為始祖的分別說部和以摩偷羅國為中心的“先上座部”，先上座部後來成為說一切有部的前身。
先上座部在阿育王時代前，就開始由摩偷羅國往西北印度發展，其早期大師，如商那和修、優波鞠多，都有至罽賓修行或傳教的傳說。在阿育王時代，身為摩偷羅國僧團領導者的優波鞠多，受到阿育王的尊崇。另一個早期大師，末田底迦至犍陀羅國（西漢至晉初時稱為罽宾）、迦濕彌羅國（南北朝時稱為罽宾）傳教，被尊為罽賓佛教的始祖，他們及其弟子將先上座部逐步推廣到整個西北印度。
在秣菟羅發現的獅子柱頭銘文中，內容記載布施土地與財物給說一切有部寺院及僧人，年代約在西元10年。在獅子柱頭銘文中，也提到大眾部的名稱，記載這兩個部派在當地的競爭，也提到說一切有部的中心在今阿富汗賈拉拉巴德地區，即《大唐西域記》中的那揭羅曷國。貴霜王朝的佉盧文銘文說，說一切有部的建立，在阿富汗、現巴基斯坦境內旁遮普西部地區和信德省地區。由考古證據，可知說一切有部在西元1世紀時，已經深入西北印度地區。

在此階段，在上座部中已經出現各種不同的論書，但以解釋契經為主，主要教義也尚在發展中，並不明顯。如《法蘊論》、《集異門論》、《舍利弗阿毘曇》等，都被認為可能出自這個時期。先上座部與分別說部共同承認自己的傳承來自上座部，但在教理上，因為對於“世與行體同異”和“過去未來體相實有與否”的問題有不同見解，已經與分別說部相對立。

#### 七論時期
因為發展地區不同，先上座部內部出現兩大傳統：以摩偷羅為中心的僧團，以《法蘊論》、《集異門論》、《施設論》三論為摩呾理迦，此派後來形成了說一切有部；此外，以跋蹉國（Vatsa）都城憍賞彌為中心的僧團，則與分別說部共同尊奉《舍利弗阿毘曇》為其摩呾理迦，形成犢子部的前身。
其他還有一些失傳的論書，如優波毱多的《理目足論》，都在此時期出現。堅持只承認這些古傳論書者，後來被稱為舊阿毗達摩論者。
佛灭后第三百年初（有說五百年中），迦旃延尼子尊者造《發智論》，《大毘婆沙論》稱此時他住在恒河流域某地，也有說法稱他是在西北印所寫。他改造並完備了說一切有部論義，抛棄了舊有的釋經形式，直接以討論法義為主。在其書中，不但整理與歸納了舊有阿毗達磨論的內容，也相當程度的吸收了當時的新學說，將其熔鑄為為一體。由迦旃延尼子建立的新說，此後成為說一切有部的中心教義。在罽賓的一些先上座部成員，固守先上座部學說，不認可《發智論》，移居雪山，因住地而稱為雪山部。在跋蹉地區的先上座部僧團，雖然接受了大部份的《發智論》學說，但在少部份教義上，仍然堅持自己的傳統，形成犢子部。
受《發智論》的啟發，犍陀羅國或迦濕彌羅國的論師，修改了舊有三部論書，增編《五法論》（《五事論》）為《品類論》並撰寫了《界身論》。提婆設摩尊者於憍賞彌以北的鞞索伽國編寫了《識身論》，此論先批判“分別論者”為“誹謗、違越、拒逆世尊所說契經”，再自稱“性空論者”而批判了“補特伽羅論者”，形成了部派之間不可調和的分歧。舊有三部（《法蘊論》、《集異門論》、《施設論》），與新的四論（《發智論》、《品類論》、《界身論》、《識身論》），形成七論體系，確立了說一切有部的宗義。在此時，其他六論雖然受到《發智論》新義的影響，在大體上仍然是獨立發展的，在彼此間並沒有從屬關係，也尚未出現獨尊《發智論》的風氣。
在中印法難後西北印成為佛教中心，在西北印研習《發智論》蔚然成風，其中以大德法救、覺天、世友和妙音這四大論師為首，後人更將一些重要著作歸為世友尊者或“世友菩薩”所作。
諸大論師在《發智論》的啟發下，對於法相、法義的討論，越趨於精密，但也出現許多分歧。如《發智論》就出現了多種誦本，大體上內容是一致的，但有少部份文句有出入，比如“無學慧蘊”就有多達五個版本，這也成為爭論的焦點之一。在《發智論》之外，其他學說也同時併存在說一切有部的傳統下。一般認為，大德法救和覺天，以及脇尊者、馬鳴、童受等論師，是持經的譬喻師。他們仍然秉持著舊有釋經的傳統，以解釋與傳播修多羅為主，被認為是經量部的前身。此外，被稱為“譬喻者”的說轉部的理論也業已成型，另一個小流派瑜伽師也已出現。此時，這些學派仍然被含攝在說一切有部中，雖尚未獨立出來，但與迦濕彌羅地區發展出的教義不同。
在此時期，新說輩出，異說雜陳，莫衷一是。
印順法師早年認為，從馬鳴著《大莊嚴論經》的皈敬偈對上座部三大系都表示了尊重，顯示在當時上座部僧團內部仍然未因教義不同，而至水火不容的地步。

#### 毘婆沙宗與經量部
經歷了西北印三惡王滅法，佛滅六百餘年後，在貴霜帝國迦膩色伽一世時，在迦濕彌羅的論師，為了齊一學說，編寫出《大毘婆沙論》。《大毘婆沙論》的編成時間，現今有許多不同看法，木村泰賢與印順法師認為，《大毘婆沙論》應在迦膩色迦王之後，龍樹之前編成，約在西元150年前後。而且其編寫曾有多個不同版本。
迦濕彌羅僧團認為，其宗派因為反對大天五事而從摩揭陀國遷至迦濕彌羅國，沿用“五師付法”傳說來暗示自身為嫡傳正宗。將《發智論》等同佛說，並認為以迦濕彌羅所傳的《發智論》版本為最正確版，其他傳承為次要。
迦濕彌羅系統的主流《大毘婆沙論》，以《發智論》教義為核心，評判各種不同見解。在闡述《發智論》教義時，以四大論師為準則，而四大論師中，則認定世友尊者的說法是最正確而權威，其他不同意見則只列為參考。將七論中的《發智論》為視為“身論”，其他六論被降為“足論”，形成一身六足的體系。其他六論與《發智論》不同的見解，不是加以修改，重新闡述，否則就是直接忽視不談，一切以《發智論》為主。
《大毘婆沙論》中，其編著者自稱為應理論者、應理論宗，其意為遵從正確理論的人。將尊奉舊有論書者，如尊奉《舍利弗阿毘曇》的犢子部，稱為舊阿毘達磨論者，駁斥其教義，此外也批評了分別說部與大眾部的理論。同屬說一切有部的其他教義傳統，對《發智論》的不同見解，因為不同於他們認可的《發智論》體系，《大毘婆沙論》編者分別將他們歸納為“西方諸師”、“健馱羅國諸論師”、“外國諸師 ”、“譬喻者”、“經部師”等，詳細條列，一一駁斥，將《發智論》教義嚴格的體系化。迦濕彌羅僧團，因《大毘婆沙論》，而被稱為毘婆沙宗。
據周柔含研究，在《大毘婆沙論》中，提到最多的異議者，是譬喻師，共提到90次，其次則是分別論者，共53次；以「止他宗」而提出的批判對象中，次數最多的是譬喻者，共48次，其次則是分別論者，共23次。譬喻師中，最富勝名的大德法救，其見解雖被納入書中，但又被列為參考異說。顯示《大毘婆沙論》的編著者，對譬喻師雖看似尊重，但對其主張之觀點則徹底否定，甚至將他們與分別說論同列，稱為譬喻者分別論師。《大毘婆沙論》的編著，主要的目的就在於宣揚迦濕彌羅僧團認定的《發智論》教義，壓制譬喻師的異論。
非主流的西方師論師，在迦濕彌羅系《大毘婆沙論》之外，發展出《甘露味論》、《阿毘曇心論》、《雜心論》等論書。說一切有部中原有的譬喻師，反對《大毘婆沙論》，認為它的觀點與契經所說不同，分化為經量部，徹底與說一切有部分開。經量部論著中曾引用過優波笈多尊者的《理目足論》。

#### 說一切有部晚期
《大毘婆沙論》被視為是說一切有部的巔峰之作，但是說一切有部的發展也趨於停滯。在此時期，包括說一切有部和經量部在內，佛教部派分裂為十八部或二十部甚至二十餘部，此外，還有各種新興的未具名學派以及大乘佛教出現。學派之間的辯論風氣盛行，舉例而言，龍樹在其著作，如《中論》等，對許多說一切有部的見解就提出反對意見。世親《俱舍論》中，歸納了《大毘婆沙論》的內容，但或明或暗引用經量部的看法來進行批評，似乎有意為說一切有部的學說尋找新方向；眾賢作《順正理論》來維持舊有論說，不過也無法發展出新說。說一切有部的論義，慢慢喪失活力。
在受到罽賓滅法的打擊後，說一切有部慢慢衰落，末期主要以傳授戒律為主，最終在印度消失。

### 漢傳佛教
最早傳入漢地的說一切有部經典是東漢安世高譯《阿毘曇五法行經》、《道地經》，曹魏時代譯《阿毘曇甘露味論》，西晉竺法護譯《修行道地經》；有系統的傳譯始於東晉與十六國時期，符秦僧伽提婆共竺佛念譯《阿毘曇八犍度論》，符秦僧伽跋澄譯《鞞婆沙論》（14卷），姚秦弗若多羅共鳩摩羅什譯《十誦律》，北涼浮陀跋摩共道泰等譯《阿毘曇毘婆沙論》（存60卷），東晉僧伽提婆共慧遠譯《阿毘曇心論》，東晉佛陀跋陀羅譯《修行方便禪經》；後來南北朝時期，劉宋求那跋陀羅共菩提耶舍譯《眾事分阿毘曇論》，劉宋僧伽跋摩等譯《雜阿毘曇心論》，高齊那連提耶舍譯《阿毘曇心論經》。
南北朝時《十誦律》曾流行於江南地區，僧侶學習說一切有部的論典，在當時極為興盛，被稱為毗曇宗，又稱因緣宗。研習毗曇最著名的是梁代的慧集，弟子僧旻、法雲；與慧集同時，在北方講習毗曇的，以慧嵩、志念最著名。後被俱舍宗所吸收。
唐朝玄奘重新翻譯了《發智論》、《大毗婆沙論》（200卷）和《品類論》，並翻譯了重要的早期基礎論著《法蘊論》、《集異門論》、《界身論》和《識身論》，晚期的申辯論著《順正理論》和《顯宗論》，和入門論著《入阿毘達磨論》，這使得說一切有部的學說體系幾乎完整的保存在漢傳佛教三藏中。義淨翻譯了《根本說一切有部毘奈耶》。

### 其他傳承
唐朝義淨在《南海寄歸內法傳》中記述部派分佈時說：
|  | 南海諸洲有十餘國。純唯根本有部。正量時欽。近日已來。少兼餘二（大眾部、上座部）。 |

藏傳佛教採用根本說一切有部戒律。藏傳佛教中，《四部宗義》稱其為毗婆沙宗。

## 重要著作

### 論書
關於說一切有部阿毘達磨內容及作者的最早記載是龍樹《大智度論》：
|  | 問曰。《八犍度阿毘曇》《六分阿毘曇》等。從何處出。答曰。佛在世時法無違錯。佛滅度後初集法時亦如佛在。後百年阿輸迦王。作般闍于瑟大會。諸大法師論議異故。有別部名字。從是以來展轉。至姓迦旃延婆羅門道人。智慧利根盡讀三藏內外經書。欲解佛語故。作《發智經八犍度》。初品是世間第一法。後諸弟子等。為後人不能盡解八犍度故。作《鞞婆娑》。 有人言。《六分阿毘曇》中。第三分八品之名《分別世處分》(此是樓炭經作六分中第三分)。是目犍連作。六分中初分八品。四品是婆須蜜菩薩作。四品是罽賓阿羅漢作。餘五分諸論議師所作。 有人言。佛在時舍利弗解佛語故。作阿毘曇。後犢子道人等讀誦。乃至今名為《舍利弗阿毘曇》。摩訶迦旃延佛在時。解佛語作《蜫勒》(蜫勒秦言篋藏)。乃至今行於南天竺。皆是廣解佛語故。…… 為阿毘曇三種。一者阿毘曇身及義。略說三十二萬言。二者六分。略說三十六萬言。三者蜫勒。略說三十二萬言。蜫勒廣比諸事以類相從。非阿毘曇。 |

說一切有部的根本論書為兩組：
- 身義阿毘達磨：被稱為“身論”的《發智論》，其最重要的註解《大毗婆沙論》。
- 六分阿毘達磨：另外六部根本論書，相對於“身論”稱為“足論”，合稱《六足論》：《品類論》、《法蘊論》、《施設論》[55]、《集異門論》、《界身論》和《識身論》。

重要的阿毘達磨論書還有：《甘露味論》、《心論》、《雜心論》。另有秉承大德法救宗旨的《尊婆須蜜菩薩所集論》。還有當《俱舍論》以經量部觀點對說毘婆沙論師有所評破後，作為反擊的《順正理論》和《顯宗論》。

### 律藏
《鼻奈耶》、《十誦律》，現存漢譯本。

## 基本學說
說一切有部提出了綱領性教義：三世實有、剎那起滅、時分緣起、因果相續、實有法我。說一切有部把世間一切假有現象分析至不可再分的實有自性的五位七十五法，其中色法都是由極微所積聚而成；在此五位法基礎上建立了著名的四緣六因學說。

### 三世實有
三世是過去、未來和現在，但說一切有部與分別說部的解釋有所不同。有這個概念在《大毘婆沙論》中粗分為“實物有”和“施設有”，或“相待有”、“和合有”和“時分有”，細分為：
1. 名有，謂：龜毛、兔角、空花鬘等。
2. 實有，謂：一切法各住自性。
3. 假有，謂：瓶、衣、車乘、軍、林、舍等。
4. 和合有，謂：於諸蘊和合施設補特伽羅。
5. 相待有，謂：此彼岸、長短事等。

說一切有部認為，三世之一切法之體都屬實有，而補特伽羅則是施設的假名。說一切有者開宗立派的理據是《雜阿含經·七十九經》中的特有文句：
|  | 爾時。世尊告諸比丘。過去．未來色尚無常。況復現在色。多聞聖弟子如是觀察已。不顧過去色。不欣未來色。於現在色厭．離欲．滅寂靜。受．想．行．識亦復如是。 比丘。若無過去色者。多聞聖弟子無不顧過去色。以有過去色故。多聞聖弟子不顧過去色。若無未來色者。多聞聖弟子無不欣未來色。以有未來色故。多聞聖弟子不欣未來色。若無現在色者。多聞聖弟子不於現在色生厭．離欲．滅盡向。以欲現在色故。多聞聖弟子於現在色生厭．離欲．滅盡向。受．想．行．識亦如是說。 |

四大論師的三世觀各有特色，《大毘婆沙論》稱世友尊者位異說為最正確。
|  | 說一切有部有四大論師，各別建立二世有異。謂：尊者法救說類有異，尊者妙音說相有異。尊者世友說位有異，尊者覺天說待有異。……說位異者，彼謂：諸法，於世轉時，由位有異，非體有異；如運一籌，置一位名一，置十位名十，置百位名百，雖歷位有異，而籌體無異；如是諸法，經三世位，雖得三名，而體無別。此師所立世，無雜亂，以依作用，立三世別，謂：有為法未有作用，名未來世；正有作用，名現在世，作用已滅，名過去世。……故唯第三立世為善，諸行容有作用時故。 尊者世友說言：諸行，無來亦無有去，剎那性故，住義亦無。諸行既無來去等相，如何立有三世差別？答：以作用故，立三世別，即依此理，說有行義，謂：有為法，未有作用，名未來；正有作用，名現在；作用已滅，名過去。 |

### 剎那起滅
迦多衍尼子尊者《發智論》提出有為法剎那起滅理論：
|  | 如世尊說有三有為之有為相。有為之起亦可了知。盡及住異亦可了知。一剎那中云何起。答生。云何盡。答無常。云何住異。答老。 一切有情心。當言等起等住等滅耶。答如是。 諸法與心一起一住一滅。彼法與心相應耶。答若法與心相應。彼法與心一起一住一滅。有法與心一起一住一滅。彼法非心相應。謂隨心轉色。心不相應行。 諸法與心一起一住一滅。彼法與心一所緣耶。答若法與心一所緣。彼法與心一起一住一滅。有法與心一起一住一滅。彼法非心一所緣。謂隨心轉色。心不相應行。 |

據《大毘婆沙論》記載：“百二十剎那成一怛剎那。六十怛剎那成一臘縛，此有七千二百剎那。三十臘縛成一牟呼栗多，此有二百一十六千剎那。三十牟呼栗多成一晝夜”。推知一刹那的時間長度是1/75秒（約為0.013秒）。

### 因果相續
迦多衍尼子尊者《發智論》提出了心相續，欲有相續、色有相續和無色有相續，自相續和他相續。
依據《大毘婆沙論》，相續有五種：
1. 中有相續者。謂死有蘊滅，中有蘊生。此中有蘊，續死有蘊。是故名為中有相續。
2. 生有相續者。謂中有蘊滅、或死有蘊滅，生有蘊生。此生有蘊，續中有蘊、或續死有蘊。是故名為生有相續。
3. 時分相續者。謂羯刺藍[80]乃至盛年時分蘊滅，頞部曇[81]乃至老年時分蘊生。此頞部曇乃至老年時分蘊，續羯刺藍乃至盛年時分蘊。是故名為時分相續。[82]
4. 法性相續者。謂善法無間，不善法、或無記法生。此不善法、或無記法，續前善法。不善法、或無記法無間，廣說亦爾。是故名為法性相續。[83]
5. 剎那相續者。謂前前剎那無間，後後剎那生。此後後剎那，續前前剎那。是故名為剎那相續。[84]

說一切有部認為假必依實，離開了假法所依的實性，假法不能建立；假無自性，假有法絕無自性，它只是在實法和合下發揮其活動作用，成為剎那展轉的因果相生相續。

### 時分緣起
迦多衍尼子尊者《發智論》提出時分緣起，《大毗婆沙論》還稱之為分位遠續緣起：
|  | 一補特伽羅，於此生十二支緣起，幾過去？幾未來？幾現在耶？答：二過去，謂無明、行；二未來，謂生、老死；八現在，謂識、名色、六處、觸、受、愛、取、有。 |

《大毘婆沙論》將其解釋為三世二重因果：
|  | 以現在因者，謂愛、取、有。推未來果者，謂生、老死。以現在果者，謂識、名色、六處、觸、受。推過去因者，謂無明、行。世尊欲令無慧眼者，以現因果，推有去來，由此即能辦所作事，過去世果，未來世因，由此為門，亦可知有。故此論者，但作是說。 |

《大毘婆沙論》提出緣起十二位各具五蘊：
|  | 此中但說時分緣起，謂十二位，立十二支。一一支中，各具五蘊。……《施設論》說：「云何無明？謂過去一切煩惱。」彼不應作是說，若作是說，則捨自相。應作是說： 1. 何無明？謂：過去煩惱位。 2. 何行？謂：過去業位。 3. 何識？謂：續生心及彼助伴。 4. 何名色？謂：結生已，未起眼等四種色根，六處未滿，中間五位，謂羯剌藍、頞部曇、閉尸、鍵南、鉢羅奢佉，是名色位。 5. 何六處？謂：已起四色根，六處已滿，即鉢羅奢佉位，眼等諸根，未能與觸作所依止，是六處位。 6. 何觸？謂：眼等根，雖能與觸作所依止，而未了知苦樂差別，亦未能避諸損害緣，觸火、觸刀、食毒、食糞，食、婬、具愛，猶未現行，是觸位。 7. 何受？謂：能別苦樂，亦能避損害緣，不觸火、觸刀、不食毒、食糞，雖已起食愛，而未起婬及具愛，是受位。 8. 何愛？謂：雖已起食愛、婬愛，及資具愛，而未為此，四方追求，不辭勞倦，是愛位。 9. 何取？謂：由三愛，四方追求，雖涉多危嶮，而不辭勞倦，然未為後有起善惡業，是取位。 10. 何有？謂：追求時，亦為後有起善惡業，是有位。 11. 何生？謂：即現在識位，在未來時，名生位。 12. 何老死？謂：即現在名色、六處、觸、受位，在未來時，名老死位。 |

《大毘婆沙論》將《品類論》的緣起法稱為的剎那連縛緣起，《雜阿毘曇心論》等解釋了「連縛」。
《大毘婆沙論》還記述了設摩達多尊者的一心剎那緣起和《識身論》的多心相續緣起。

### 實有法我
玄奘所譯《大毘婆沙論》記載了實有法我的主張，後世判教的時候，據此稱說一切有部為“法有我無宗”。
印順法師認為，說一切有部將存在的一切法，區分為世俗與勝義二者。世俗法是假想施設，而非真實，而佛所說的法，則是勝義有，是實存的。

## 學術研究
木村泰賢認為，在有部盛行的時代，印度的實在論思想極為發達，其中，與有部思想相近的，有吠陀六派中的文法派（Mīmāṃsā）哲學。此外，勝論派與說一切有部的極微學說相近。